# Monte Gordo (São Nicolau)
O Monte Gordo, com 1.312 m de altitude, é o ponto mais elevado da ilha de São Nicolau, no arquipélago de Cabo Verde.
Tem origem vulcânica e fica situado a 5 km a oeste de Ribeira Brava, e a 4 km a norte de Tarrafal.
O pico e a área circundante formam o Parque Natural do Monte Gordo.
Na zona de pico brota herbáceas endémicas, especialmente Nauplius smithii.

## Ver tambêm
- Lista de montanhas de Cabo Verde
- Áreas protegidas de Cabo Verde